# Piłka nożna na Letniej Uniwersjadzie 2019
Turniej piłki nożnej na Letniej Uniwersjadzie 2019 w Neapolu został rozegrany między 2 a 13 lipca. W turnieju wzięły udział 24 drużyny piłkarskie. 

## Medaliści i medalistki
| Konkurencja      | Złoto          | Srebro   | Brąz   |
| ---------------- | -------------- | -------- | ------ |
| Turniej mężczyzn | Japonia        | Brazylia | Włochy |
| Turniej kobiet   | Korea Północna | Japonia  | Rosja  |

## Źródła
1. ↑  Napoli Info System [online], results.universiade2019napoli.it [dostęp 2019-07-14] [zarchiwizowane z adresu 2019-07-02].
2. ↑  Napoli Info System [online], results.universiade2019napoli.it [dostęp 2019-07-14] [zarchiwizowane z adresu 2019-07-02].
3. ↑  Napoli Info System [online], results.universiade2019napoli.it [dostęp 2019-07-14] [zarchiwizowane z adresu 2019-07-02].
4. ↑  Napoli Info System [online], results.universiade2019napoli.it [dostęp 2019-07-14] [zarchiwizowane z adresu 2019-07-02].